# Central and Eastern European Migration Review
Central and Eastern European Migration Review er et engelsksproget videnskabeligt tidsskrift, der udgives af Warszawa Universitet og Det polske videnskabsakademi. Det fokuserer på determinanter, mekanismer og konsekvenser af international migration og migrationspolitik, integration og etniske relationer, med særligt fokus på Central- og Østeuropa. Chefredaktør er Agata Górny.